# Feel The Fate
〈Feel The Fate〉(필 더 페이트)는 w-inds.의 두 번째 싱글이다. 2001년 7월 4일 FLIGHT MASTER에서 발매하였다.

## 개요
처음으로 오리콘 톱 10에 진입한 싱글로 현재에도 갱신중이다.
뮤직 비디오에서는 3명의 외국인 댄서와 같이 경연한다.
라이브나 이벤트 때 첫 곡이나 앵콜 등 중요한 장면에서 노래하는 경우가 많다.
일본 8개 도시에서 이벤트를 개최, 도쿄에서는 요요기 경기장 올림픽 프라자에서 7천명의 팬들이 몰려들었다.
또한, 이벤트 기간 중에 멤버인 치바 료헤이가 식중독에 걸려 악수회에 불참하는 사고가 일어나기도 하였다.
니혼TV 프로그램 《어쨌든 좋은 느낌》, 《shinD 롯폰기 야수회》의 엔딩 곡으로 사용되었다.
초회한정반 특전
- w-inds. 트레이딩 카드 (4종류 중 1종) 봉입.

## 수록곡
1. Feel The Fate
2. will be there~사랑하는 마음(恋心)
3. Feel The Fate (ZA DOWNTOWN GROOVE-MASTER REMIX)
4. Feel The Fate (Instrumental)

작사, 작곡, 편곡 : 하야마 히로아키
리믹스 : Banana Ice (#3)

## 차트 성적
- 최고순위 8위 (오리콘)